# Zrinka Ljutić
 Zrinka Ljutić, née le 26 janvier 2004, est une skieuse alpine croate. Spécialiste du slalom, elle remporte ses premières victoires  lors de la saison 2024-2025 et s'attribue le petit globe de cristal de la discipline. 

## Biographie
En décembre 2020, à l'âge de 16 ans, elle fait ses débuts en Coupe d'Europe dans le slalom de Ahrntal-Klausberg. Un mois plus tard, elle crée la sensation en remportant le slalom de Coupe d'Europe de Zell am See, puis le slalom géant de Krvavec. Elle prend la 4e place du classement général de la 
Coupe d'Europe de slalom 2020-2021. 
Fin mars, elle est Championne de Croatie de slalom et de slalom géant à Zagreb.

### Saison 2021-2022
En février 2022, elle est sélectionnée pour disputer ses premiers Jeux olympiques, à Pékin. Elle y prend la 25e place du slalom et la 28e du géant.
Le 8 mars à Panorama (en), âgée tout juste de 18 ans, elle est sacrée Championne du monde Juniors (moins de 21 ans) de slalom. Elle termine aussi 3e du slalom géant. 
Invitée aux finales de la Coupe du monde, elle crée la sensation en prenant la 5e place du slalom, le 19 mars à Méribel. Elle remporte ensuite le championnat de Croatie de slalom et de géant à Zagreb.

### Saison 2022-2023
Entre novembre et janvier, elle réalise 4 tops-10 en coupe du monde slalom. Elle obtient son premier podium en se classant 3e du slalom de Spindleruv Mlyn le 28 janvier. En février elle participe à ses premiers championnats du monde où elle se classe 17e sur le géant. Elle termine la saison à la 12e place du classement de la coupe du monde de slalom.

### Saison 2023-2024
Elle obtient trois superbes secondes places en slalom de coupe du monde entre janvier et mars 2024 à Jasna, Soldeu et Åre,. Elle termine sa saison à la 8e place du classement général de la coupe du monde de slalom, mais aussi à la 10e place du classement général de la coupe du monde de géant.

### Saison 2024-2025
Le 29 décembre 2024, elle remporte le slalom de Semmering, reléguant Lena Dürr et Katharina Liensberger, qui complètent le podium, à 1.75 et 1.85 secondes. Il s'agit de sa première victoire en coupe du monde. La semaine suivante, début janvier 2025, elle remporte le slalom de Kranjska Gora. Fin janvier elle décroche sa troisième victoire en coupe du monde en remportant le slalom de Courchevel. En février elle est l'une des favorites du slalom des championnats du monde à Saalbach, mais elle doit se contenter d'une 9e place. Au terme d'une saison très disputée , elle remporte après la finale de Sun Valley la coupe du monde de slalom devant Katharina Liensberger, Camille Rast et Mikaela Shiffrin.

## Palmarès

### Jeux olympiques
| Épreuve / Édition | Slalom géant | Slalom |
| JO 2022 Pékin     | 28e          | 25e    |

### Championnats du monde
| Édition / Epreuve      | Descente | Super G | Slalom géant | Slalom  | Combiné | Parallèle | Team event |
| Mondiaux 2023 Méribel  | -        | -       | 17e          | Abandon | -       | -         | -          |
| Mondiaux 2025 Saalbach | -        | -       | 8e           | 9e      | -       | -         | -          |

### Coupe du monde
- Meilleur classement général : 4e en 2025 avec 816 points
- 1 petit globe de cristal :
  - Vainqueur du classement du slalom en 2025 avec 541 points

- Meilleur classement de géant : 8e en 2025 avec 275 points
- 9 podiums dont 3 victoires.

#### Classements
| Saison / Épreuve | Saison / Épreuve | Général | Général | Descente | Descente | Super G | Super G | Slalom géant | Slalom géant | Slalom | Slalom | Combiné | Combiné | Parallèle | Parallèle |
| ---------------- | ---------------- | ------- | ------- | -------- | -------- | ------- | ------- | ------------ | ------------ | ------ | ------ | ------- | ------- | --------- | --------- |
| Saison / Épreuve | Saison / Épreuve | Class.  | Points  | Class.   | Points   | Class.  | Points  | Class.       | Points       | Class. | Points | Class.  | Points  | Class.    | Points    |
| 2022             | 2022             | 81e     | 50      | -        | -        | -       | -       | -            | -            | 30e    | 50     | -       | -       | -         | -         |
| 2023             | 2023             | 41e     | 208     | -        | -        | -       | -       | 40e          | 18           | 12e    | 190    | -       | -       | -         | -         |
| 2024             | 2024             | 13e     | 560     | -        | -        | -       | -       | 10e          | 239          | 8e     | 321    | -       | -       | -         | -         |
| 2025             | 2025             | 4e      | 816     | -        | -        | -       | -       | 8e           | 275          | 1er    | 541    | -       | -       | -         | -         |

#### Détail des victoires
| Édition / Épreuve | Slalom                             | Total |
| 2024-2025         | Semmering Kranjska Gora Courchevel | 3     |
| Total             | 3                                  | 3     |

### Championnats du monde junior
| Épreuve / Édition           | Descente | Super G | Slalom géant | Slalom  | Combiné | Team Event |
| Mondiaux 2021 Bansko        | annulé   | -       | Abandon      | Abandon | annulé  | annulé     |
| Mondiaux 2022 Panorama (en) | -        | 25e     | Bronze       | Or      | 5e      | -          |
| Mondiaux 2023 Saint-Anton   | -        | -       | Abandon      | -       | -       | -          |

### Coupe d'Europe
12 tops-10 (à fin mars 2022) dont: 
- 3 victoires

#### Classements
| Saison / Épreuve | Saison / Épreuve | Général | Général | Descente | Descente | Super G | Super G | Géant  | Géant  | Slalom | Slalom | Combiné | Combiné |
| ---------------- | ---------------- | ------- | ------- | -------- | -------- | ------- | ------- | ------ | ------ | ------ | ------ | ------- | ------- |
| Saison / Épreuve | Saison / Épreuve | Class.  | Points  | Class.   | Points   | Class.  | Points  | Class. | Points | Class. | Points | Class.  | Points  |
| 2021             | 2021             | 5e      | 474     | -        | -        | -       | -       | 13e    | 201    | 4e     | 273    | -       | -       |